# Andrzej Noworyta
Andrzej Noworyta (ur. 1947 r.) – polski inżynier chemii. Absolwent Politechniki Wrocławskiej. Od 1990 r. profesor na Wydziale Chemicznym Politechniki Wrocławskiej.